# 風伝説 いつも誰かのせいにしてばっかりだった俺TOUR 2006
『風伝説 いつも誰かのせいにしてばっかりだった俺TOUR 2006』（かぜでんせつ いつもだれかのせいにしてばっかりだったおれツアー 2006）は、2007年3月28日にリリースされた湘南乃風の1枚目の映像作品。発売元はトイズファクトリー。

## 概要
- 全国14ヶ所で行われた2年ぶりのツアー『風伝説 いつも誰かのせいにしてばっかりだった俺TOUR 2006』から2006年11月12日にZepp Tokyoで行われたツアーファイナル公演の模様を収録。

## 収録映像曲

### DISC-1
1. Intro
2. Riders High
3. JUMP AROUND
4. OH YEAH
5. 覇王樹
6. Skit
7. いつも誰かのせいにしてばっかりだった俺
8. 応援歌
9. 晴れ波と Song
10. Happy Today feat. MINMI
11. Skit
12. Bombo Claat
13. 2006メドレー(NO DOUBT!!〜SHAKE IT YOUR BRAIN〜TAKE YOU HIGH〜Under The Moonlight)〜サンクチュアリ
14. 犬の唄〜札束
15. ワンルーム

### DISC-2
1. カラス
2. 晴伝説
3. 純恋歌
4. 武乱入
5. Wild Speed〜STILL WILD〜Rockin' Wild
6. Real Riders
7. CLASSIC
8. See you again
9. Outro